# Мартін Штанге
Мартін Фрідріх Штанге (нім. Martin Friedrich Stange; 30 березня 1910, Кіль — 16 жовтня 2000) — німецький офіцер, штандартенфюрер СС. Кавалер Німецького хреста в золоті.

## Біографія
14 березня 1933 року вступив в СС (посвідчення №117 498), 1 травня — в НСДАП (квиток №3 731 039). В 1934 році вступив в частини посилення СС. Після закінчення юнкерського училища СС в 1935 році призначений в 13-й штурм штандарту СС «Дойчланд». Під час Польської кампанії командував 6-ю батареєю артилерійського полку СС. З 10 жовтня 1939 року — командир 7-ї батареї артилерійського полку дивізії СС «Мертва голова». Учасник Французької кампанії. З 25 лютого 1941 по 15 січня 1943 року — командир 1-го дивізіону свого полку. Учасник Німецько-радянської війни. В 1944-45 роках командував 16-м артилерійським полком СС 16-ї моторизованої дивізії СС. З 12 квітня 1945 року — командир 38-ї гренадерської дивізії СС.

## Звання
- Манн СС (9 листопада 1933)
- Роттенфюрер СС (5 березня 1934)
- Унтершарфюрер СС (1 квітня 1934)
- Обертруппфюрер СС (20 грудня 1934)
- Унтерштурмфюрер СС (20 квітня 1935)
- Гауптштурмфюрер СС (25 серпня 1939)
- Штурмбаннфюрер СС (1 вересня 1941)
- Оберштурмбаннфюрер СС (9 листопада 1943)
- Штандартенфюрер СС (20 квітня 1945)

## Нагороди
- Залізний хрест
  - 2-го класу (2 жовтня 1939)
  - 1-го класу (12 липня 1941)
- Штурмовий піхотний знак в сріблі (10 грудня 1941)
- Німецький хрест в золоті (19 вересня 1942)